# 戈吉耶

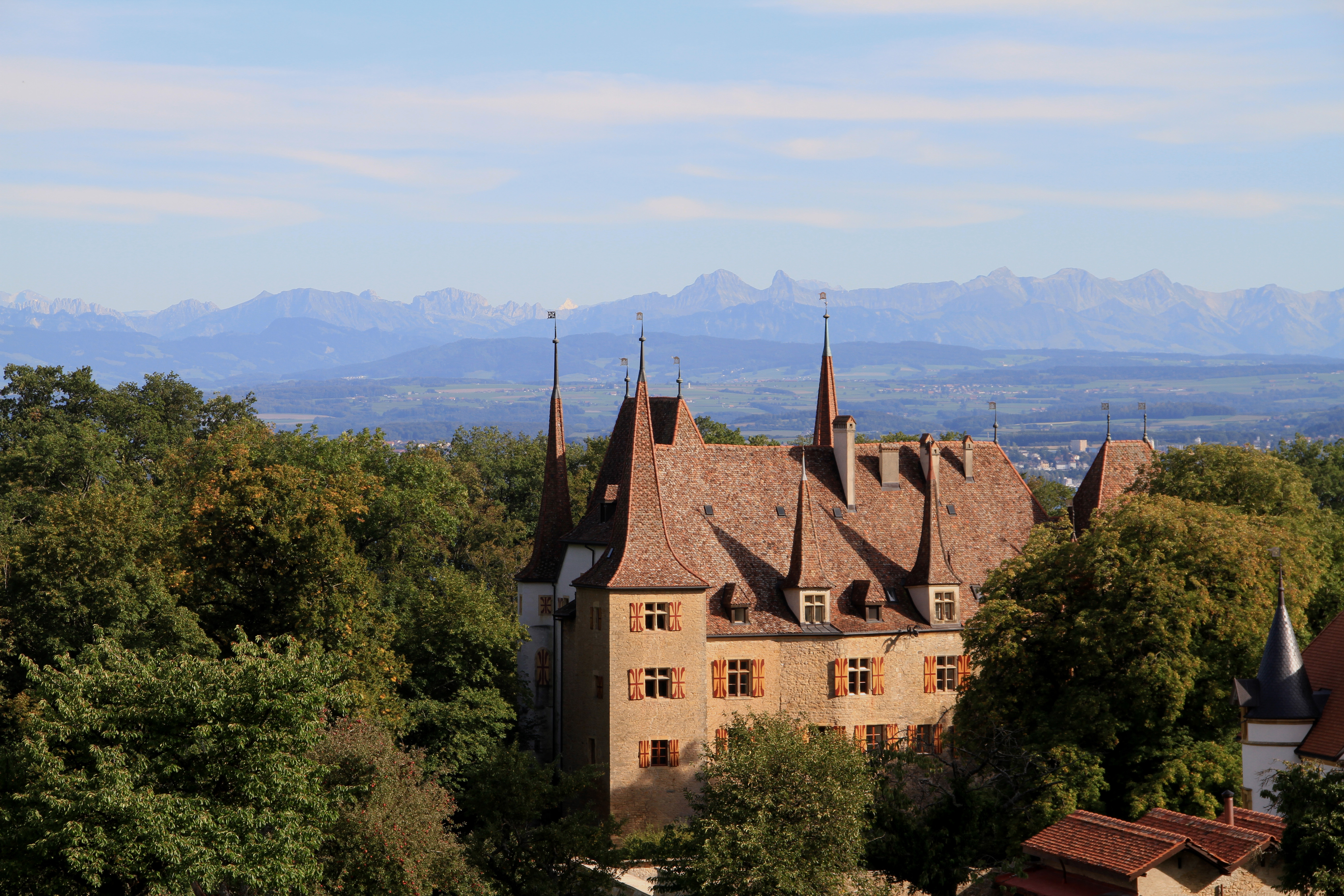

戈吉耶是瑞士的城鎮，位於該國西部，由納沙泰爾州負責管轄，面積13.98平方公里，海拔高度491米，2011年人口1,936，四成半人口信奉基督教，人口密度每平方公里138人。